# Alpirod
L'Alpirod è stata una corsa a tappe di slitte trainate da cani che si svolgeva nell'Europa meridionale e che inizialmente prevedeva un percorso di 1 000 chilometri (621 mi).

## Storia
Il suo nome deriva da una combinazione delle parole "Alpi", dove si è svolgeva la gara, e dalla Iditarod Trail Sled Dog Race, su cui si basava la gara. La competizione consisteva in una corsa a tappe di 14 giorni in 11 città di quattro diversi paesi: Italia, Germania, Austria e Francia. La competizione consisteva in più gare brevi separate da pause serali, simili al Tour de France del ciclismo. A quel tempo, era la più grande corsa di cani da slitta al di fuori del Nord America. La gara nasce dall'idea di Armen Khatchikian, un concorrente italiano dell'Iditarod, di portare quel tipo di gara anche in Europa. Ha avuto luogo per la prima volta nel 1988, e la gara inaugurale è stata vinta dal pilota dell'Alaska Joe Runyan. Nel 1989, la gara fu vinta da Kathy Swenson. È stata la prima donna a vincere la gara. Nel 1990, l'alaskese Roxy Wright Champaine vinse la gara, diventando il terzo vincitore americano. Nel 1992, la gara fu vinta dal pilota Jacques Philip (Nenana, Alaska), che vinse la gara tre volte.
Nonostante il successo iniziale, incontrò presto delle difficoltà. La raccolta fondi e l'ottenimento di sponsor per la gara si sono rivelati difficili e la competizione è stata ostacolata dalla mancanza di neve. Inoltre, la popolarità limitata della pratica di pilotaggio slitte su lunga distanza al di fuori del Nord America ha paralizzato la partecipazione, così come il costo di 10.000 sterline per trasportare una squadra di cani dall’Alaska all’Italia. Questi fattori hanno ridotto la corsa a 700 chilometri (435 mi) all'inizio degli anni '90 e nuovamente ridotto a meno di 500 chilometri (311 mi) per la gara del 1994. Prima della gara del 1996, lo sponsor principale della competizione, il produttore di cibo per cani Royal Canin, interruppe il suo sostegno alla competizione e gli organizzatori ne annunciarono l'annullamento. Nonostante le speranze dell'organizzazione di trovare un nuovo sponsor che finanziasse il premio di $ 150.000, questo risultò impossibile.
L'Alpirod è stato un pioniere nell'uso dell'identificazione tramite microchip dei cani, richiedendolo diversi anni prima che Yukon Quest o Iditarod rendessero obbligatorio il processo.
Successore non ufficiale dell'Alpirod è l'AlpenTrail, una 300 chilometri (186 mi) corsa di cani da slitta sulle Alpi organizzata da alcuni organizzatori dell'Alpirod.